# Šantel
Šantel je priimek več znanih Slovencev:
- Anton Šantel (1845–1920), fizik in matematik, stenograf, šolnik, libretist
- Avgusta Šantel (starejša) (1852–1935), slikarka
- Avgusta Šantel (mlajša) (1876–1968), učiteljica, slikarka in grafičarka, violinistka
- Dušana Šantel Kanoni (1908–1988), arhitektka, oblikovalka umetnostnoobrtnih izdelkov in pohištva
- Henrika Šantel (1874–1940), slikarka
- Ruža Sever Šantel (1879–1963), umetnostna vezilja
- Saša Šantel (1883–1945), slikar, ilustrator, violinist, skladatelj in pedagog